# Haus Lange (Osnabrück)

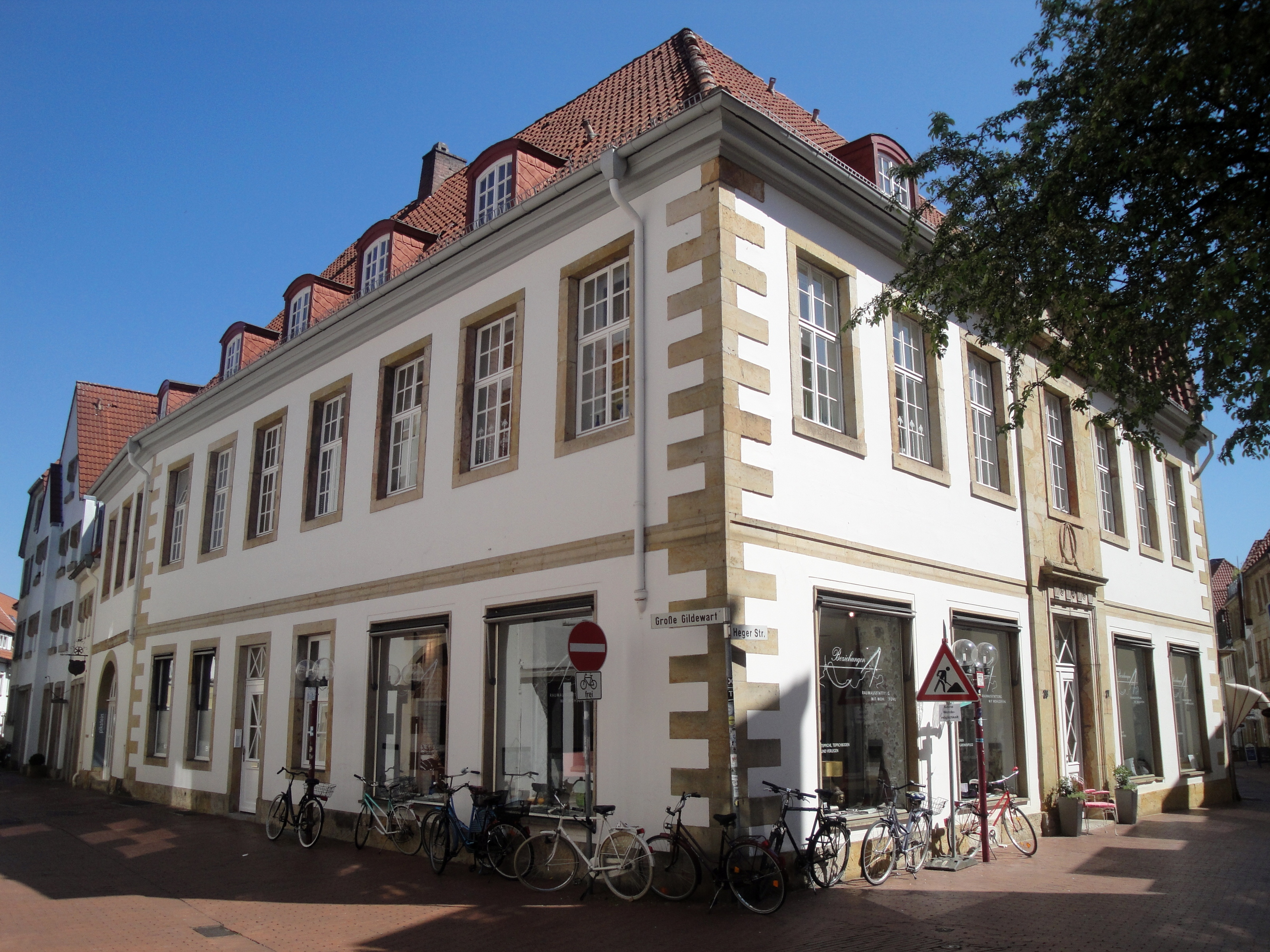
Das Haus Lange in Osnabrück

Das Haus Lange in Osnabrück unter der Adresse Heger Straße 27 und 28 ist ein Bauwerk des Klassizismus in der Osnabrücker Altstadt.

## Geschichte und Beschreibung
Das zweigeschossige und mit sieben mal sieben Achsen versehene klassizistische Eckgebäude war das Wohnhaus der Familie Lange. Sie zählte ähnlich wie die Familien Tenge, Schwartze, Gosling und Kemper im 17. und 18. Jahrhundert zur Osnabrücker Oberschicht.
Noch zur Zeit des Königreichs Hannover und bis in die Gründerzeit des Deutschen Kaiserreichs bewohnte die Familie Hilger von 1851 bis 1892 das Lange'sche Haus.
An der Wende zum 20. Jahrhundert wurde das Haus Lange zum Versammlungsort der insbesondere aus Kaufleuten bestehenden Möser-Loge, der 1889 in Osnabrück gegründeten Möser-Loge Nr. 4 von Hannover. Diese Logenvereinigung brachte über dem Eingang des Langeschen Hauses die Buchstaben I.O.O.F. an, die englischsprachige Abkürzung für „Independent Order of Odd Fellows“. Gleichzeitig befand sich im Erdgeschoss die einem Logenbruder gehörende Drogen- und Materialwarenhandlung Friedrich Rosebrock, für die gegen 1910 ein Ladengeschäft mit Schaufenster eingebaut wurde.
Noch in der Weimarer Republik wurde das Haus Lange von der Möser-Loge Nr. 4 von Hannover genutzt, doch nach der Machtergreifung im Jahr 1933 brachten „[...] die Nazis [...] das vorzeitige Ende“ der Möser-Löge, die durch die NS-Propaganda nun als Teil der „[...] jüdisch-freimaurerischen Weltverschwörung“ dargestellt worden und 1935 vollständig liquidiert worden war.
Während des Zweiten Weltkrieges war das Haus Lange dann eines von rund 20 bedeutenderen klassizistischen Gebäuden Osnabrücks, die – mit Ausnahme des nur leicht beschädigten Hauses Tenge – insbesondere durch den großen Fliegerangriff vom 13. September 1944 schwer von Kriegsschäden betroffen waren. Nur etwa die Hälfte dieser Gebäude wurden wieder aufgebaut und prägen heute wieder das Straßenbild der Stadt, darunter das Haus Lange.